# Agustí Julbe
Agustí Julbe Bosch (nacido en Barcelona el 3 de mayo de 1972) es un entrenador de baloncesto español que actualmente está sin equipo. Es hermano de Alfred Julbe, también entrenador de baloncesto.

## Trayectoria deportiva
Su carrera comenzó como entrenador del CB Prat, filial del Joventut en LEB Oro y trabajó como ayudante del primer equipo badalonés y jefe de cantera del CB Girona.
Julbe entrenó como técnico principal al filial del Joventut, el CB Prat en LEB Oro y trabajó como ayudante del primer equipo badalonés junto a Salva Maldonado en unos momentos complicados para el club verdinegro.
Agustí Julbe fue entrenador ayudante de Velimir Perasović, dos en el Anadolu Efes turco y una en el Baskonia, después de haber ejercido la misma función entre 2008 y 2013 con Xavi Pascual en el Barcelona.
En julio de 2018, le llega la oportunidad de entrenar al Montakit Fuenlabrada de la Liga ACB, para sustituir a Néstor García. En octubre de 2018, debido a los malos resultados es cesado por el club madrileño y es sustituido por Néstor García.
En diciembre de 2018, vuelve a la Liga Endesa para ser entrenador ayudante de Víctor García Guadarrama en el Herbalife Gran Canaria.
En la temporada 2020-21, dirige al Zamalek Sporting Club de la Liga Egipcia. El 31 de mayo de 2021, logra la primera edición de la Basketball Africa League con el conjunto egipcio.
El 8 de julio de 2021, decide no continuar en el Zamalek Sporting Club.

## Clubs
- 1995-96. CB Cornellà. LEB. Entrenador ayudante
- 1996-97. Joventut Badalona.
- 1997-98. Joventut Badalona. ACB, Copa del Rey y Copa Saporta. Entrenador ayudante de Alfred Julbe.
- 1998-99. Joventut Badalona. ACB, Copa del Rey y Copa Saporta. Entrenador ayudante de Alfred Julbe.
- 1999-00. Joventut Badalona.
- 2001-02. CB Girona. Director deportivo y entrenador categorías inferiores.
- 2002-03. CB Girona. Director deportivo y entrenador categorías inferiores.
- 2003-04. CB Girona. Director deportivo y entrenador categorías inferiores.
- 2004-05. CB Olesa. EBA.
- 2008-09. Regal FC Barcelona. ACB, Copa del Rey, Supercopa y Euroliga. Entrenador ayudante de Xavi Pascual.
- 2009-10. Regal FC Barcelona. ACB, Copa del Rey, Supercopa ACB y Euroleague. Entrenador ayudante de Xavi Pascual.
- 2010-11. Regal FC Barcelona. ACB, Copa del Rey, Supercopa y Euroleague. Entrenador ayudante de Xavi Pascual.
- 2011-12. Regal FC Barcelona. Liga Endesa, Copa del Rey, Supercopa Endesa y Euroleague. Entrenador ayudante de Xavi Pascual.
- 2012-13. Regal FC Barcelona. Liga Endesa, Copa del Rey, Supercopa Endesa y Euroliga. Entrenador ayudante de Xavi Pascual.
- 2014-15. CB Prat. LEB Oro.
- 2015-16. Laboral Kutxa Baskonia. Liga Endesa, Copa del Rey y Euroliga. Entrenador ayudante de Velimir Perasović.
- 2016-17. Anadolu Efes (Turquía). BSL y Euroliga. Entrenador ayudante de Velimir Perasović.
- 2017-2018. Anadolu Efes (Turquía). BSL y Euroliga. Entrenador ayudante de Velimir Perasović. Abandona el equipo en diciembre
- Julio de 2018 - octubre 2018. Montakit Fuenlabrada. Liga Endesa.
- Diciembre de 2018. Herbalife Gran Canaria. Liga Endesa. Entrenador ayudante de Víctor García Guadarrama.
- 2020-2021. Zamalek Sporting Club